# 氯化汞

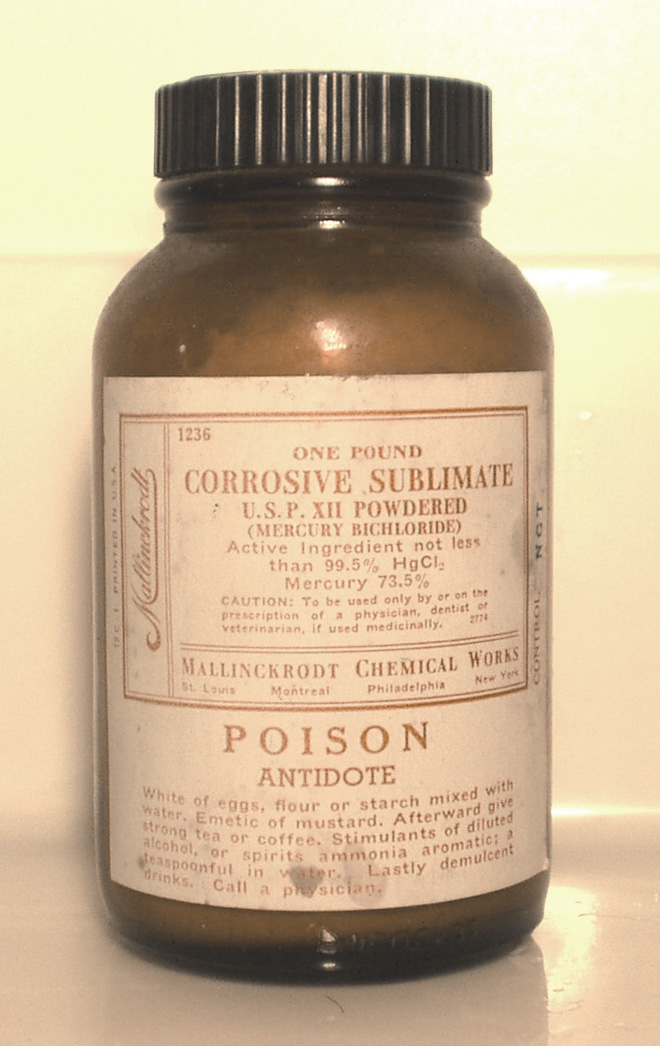
氯化汞试剂

氯化汞（mercury(II) chloride）俗称升汞（corrosive sublimate，sulema），化学式 HgCl2，室温下为白色晶体，是实验室常用试剂。可溶于水，加热易升华，可引起汞中毒，因为毒性极大，使用时必须小心。

## 性质
氯化汞为正交晶系，容易升华，具有明显的共价特性。固态含直线型Cl-Hg-Cl分子，以片状排列。通常认为每个汞原子与六个氯原子配位，两个短的Hg-Cl距离为2.38Å，与其他四个则相距3.38Å。
氯化汞可溶于水，溶解度随温度升高而增大。对其水溶液进行电导、冰点降低、光谱等一系列实验表明，大多数氯化汞以未离解的HgCl2存在，只有少量发生离解：
{\displaystyle {\rm {\ HgCl_{2}\rightleftharpoons HgCl^{+}+Cl^{-}}}}
并且也存在少量的HgCl3−和极少量的Hg2+、[HgCl4]2−离子。水解反应为：
{\displaystyle {\rm {\ HgCl_{2}+H_{2}O\rightleftharpoons Hg(OH)Cl+H^{+}+Cl^{-}}}}
于存在Cl−的溶液中溶解，生成四面体型[HgCl4]2−配离子。

## 制备
氯化汞的制备方法有：
1、汞或氯化亚汞与氯气反应：
{\displaystyle {\rm {\ Hg+Cl_{2}\rightarrow HgCl_{2}}}}
{\displaystyle {\rm {\ Hg_{2}Cl_{2}+Cl_{2}\rightarrow 2HgCl_{2}}}}
2、盐酸与硝酸亞汞溶液混合：
{\displaystyle {\rm {\ Hg_{2}(NO_{3})_{2}+4HCl\rightarrow 2HgCl_{2}+2H_{2}O+2NO_{2}}}}
3、加热固态硫酸汞和氯化钠的混合物。产物HgCl2升华后冷凝为细小的菱方晶体。

## 反应
氯化汞于碱性溶液中水解，反应为：
{\displaystyle {\rm {\ 2HgCl_{2}+2OH^{-}\rightleftharpoons HgO+H_{2}O+HgCl_{3}^{-}+Cl^{-}}}}
碱不足时生成氯氧化物。
与氨反应，根据条件不同，可以有不同的产物：
{\displaystyle {\rm {\ HgCl_{2}+2NH_{3}\rightarrow HgCl_{2}\cdot 2NH_{3}}}}
{\displaystyle {\rm {\ HgCl_{2}+2NH_{3}\rightarrow HgNH_{2}Cl+NH_{4}^{+}+Cl^{-}}}}
{\displaystyle {\rm {\ 2HgCl_{2}+4NH_{3}+H_{2}O\rightarrow Hg_{2}NCl\cdot H_{2}O+3NH_{4}^{+}+3Cl^{-}}}}

## 应用
氯化汞主要用作催化剂，催化乙炔转化为氯乙烯，而后者是制取聚氯乙烯的前体：
{\displaystyle {\rm {\ C_{2}H_{2}+HCl\rightarrow CH_{2}\!=\!CHCl}}}
上述反应已被1,2-二氯乙烷高温裂解的反应所取代。
氯化汞也被用作电池中的去极剂、医药中的防腐杀菌剂、染色的媒染剂、木材的防腐剂、照相乳剂的增强剂及有机合成和分析化学中的试剂，但由于毒性而使其应用受到限制。

### 化学试剂
氯化汞在化学中的应用有：
- 制取金属汞齐。例如制取铝汞齐时，将铝浸入氯化汞溶液中，铝的表面便逐渐生成薄层的单质汞，与铝结合为汞齐。汞齐的生成祛除了表面氧化膜对铝的保护，使铝“活化”并发生许多反应。如，铝汞齐能溶解于水并放出氢气；可与卤代烃发生Barbier反应；可作为还原剂参与有机合成，等等。相应烷基铝化合物类似格氏试剂，具亲核性。
- 氯化汞可脱去羰基的缩硫醛/酮保护基，同时发生极性翻转。
- 制取甘汞、四碘合汞酸钾等汞化合物。